# Ecdyonurus rothschildi
Ecdyonurus rothschildi is een haft uit de familie Heptageniidae. De wetenschappelijke naam van de soort is voor het eerst geldig gepubliceerd in 1929 door Navás.
De soort komt voor in het Palearctisch gebied.